# سارة كونيغ
سارة كونيغ (بالإنجليزية: Sarah Koenig)‏ هي مدونة صوتية وصحفية أمريكية، ولدت في 15 يوليو 1969 في ساغابوناك في الولايات المتحدة.

## وصلات خارجية
- سارة كونيغ على موقع IMDb (الإنجليزية)